# Francesco Gaetano Incontri
Francesco Gaetano Incontri (Volterra, 19 marzo 1704 – Firenze, 25 marzo 1781) è stato un arcivescovo cattolico italiano.

## Biografia
Nacque a Volterra il 19 marzo 1704.
Il 5 maggio 1738 fu eletto vescovo di Pescia.
Il 29 maggio 1741 fu promosso arcivescovo di Firenze.
Personalità dotata di notevole intelligenza e amore per lo studio, si era dedicato alle ricerche in campo filosofico. Fu molto amato per la sua profonda religiosità e la capace guida della diocesi. Non tenne sinodi, ma compì un'accurata visita pastorale. Papa Clemente XII lo nominò presidente degli esami sulle virtù del beato Giuseppe Calasanzio; Benedetto XIV ebbe grande stima di lui e della sua cultura. Nel conclave del 1769 fu giudicato meritevole dell'elezione al papato. Pio VI in una sua lettera lo chiamò venerabile.
Di lui restano molti scritti di carattere filosofico e teologico. Compose l'aureo libro delle Azioni umane; la Spiegazione Teologica, Liturgica, e Morale delle Feste; scrisse Saggi appartenenti alle sacre Ordinazioni. Tradusse alcune lettere del padre Seedorf per confutare alcuni principi di eresia.
Morì il 25 marzo 1781 e venne sepolto nel Duomo di Volterra, sua città natale.

## Genealogia episcopale e successione apostolica
La genealogia episcopale è:
- Cardinale Scipione Rebiba
- Cardinale Giulio Antonio Santori
- Cardinale Girolamo Bernerio, O.P.
- Arcivescovo Galeazzo Sanvitale
- Cardinale Ludovico Ludovisi
- Cardinale Luigi Caetani
- Cardinale Ulderico Carpegna
- Cardinale Paluzzo Paluzzi Altieri degli Albertoni
- Cardinale Flavio Chigi
- Papa Clemente XII
- Cardinale Giovanni Antonio Guadagni, O.C.D.
- Arcivescovo Francesco Gaetano Incontri

La successione apostolica è:
- Vescovo Antonio Albergotti (1756)